# Райсштрасе
Райсштрасе (нем. Reisstraße) — коммуна (нем. Gemeinde) в Австрии, в федеральной земле Штирия. 
Входит в состав округа Юденбург.  Население составляет 188 человек (на 31 декабря 2005 года). Занимает площадь 62,28 км². Официальный код  —  6 08 17.

## Политическая ситуация
Бургомистр коммуны — Георг Хофбауэр (АНП) по результатам выборов 2005 года.
Совет представителей коммуны (нем. Gemeinderat) состоит из 9 мест.
- АНП занимает 5 мест.
- СДПА занимает 2 места.
- АПС занимает 2 места.